# Шаги в ночи
«Шаги в ночи» — советский фильм 1962 года снятый на Литовской киностудии режиссёром Раймондасом Вабаласом.

## Сюжет
Фильм основан на реальных событиях — легендарном побеге заключённых из фашистского застенка Девятого форта в Каунасе.
Алексас арестован в Вильниюсе, и без какого-либо предъявления обвинений попадает в камеру смертников, но пока его назначают в команду по сжиганию трупов после расстрелов. Вместе с другими заключенными он задумывает побег. Но появляются предатели и немцам становится известно о подготовке побега. Надеясь только на себя, Алексас вступает в сложную игру…

## В ролях
- Юозас Ригертас — Алексас
- Пятрас Степонавичюс — Витас
- Витаутас Томкус — Повилас
- Юозас Мильтинис — Виркутис, инженер
- Гражина Баландите — Люда, племянница Виркутиса
- Альгимантас Масюлис — Кузмицкис
- Стяпонас Космаускас — Бублицас, комендант концлагеря
- Римгаудас Карвялис — Ганс
- Валдас Ятаутис — аптекарь
- Хенрикас Ванцявичюс — окулист
- Гедиминас Карка — Йокубас
- Стасис Красаускас — Саша
- Гиршас Шарфштейнас — Берелис
- Эугения Шулгайте — мать Повиласа
- Альгирдас Венскунас — Григенас
- Йонас Чепайтис — пациент
- Раймондас Вабалас — заключённый
- Леонардас Зельчюс — француз

## Критика
Фильм был первой самостоятельной работой режиссёра Раймондасом Вабаласом, его дипломная ВГИКовская работа. Кинокритик М. Мальцене отмечала, что при некоторых недостатках сценария, который приходилось дописывать уже в ходе съёмок, некоторые образы героев фильма остались незавершенными, но в целом:

И все-таки фильм «Шаги в ночи» был безусловной удачей. Умение постановщиков овладеть жизненным материалом и облечь его в художественную форму, от отдельного факта перейти к обобщению, найти верное соотношение между историческими фактами и художественным вымыслом, воссоздать атмосферу сопротивления и правду героической борьбы с фашизмом — всё это решило успех картины.— Кино Советской Литвы / М. Мальцене. — Л.: Искусство, 1980. — 247 с. — стр. 61

## Фестивали и награды
- 1964 — I-й Всесоюзный кинофестиваль — диплом за лучшее изобразительное решение.
- 1963 — III-й Московский международный кинофестиваль — показ вне конкурса.
- 1963 — Кинофестиваль Прибалтийских республик и Белоруссии — диплом за лучшую режиссуру.